# Hrabstwo Columbus
Hrabstwo Columbus (ang. Columbus County) – hrabstwo w stanie Karolina Północna w Stanach Zjednoczonych.

## Geografia
Według spisu z 2000 roku obszar całkowity hrabstwa obejmuje powierzchnię 954 mil2 (2470,85 km²), z czego 937 mil2 (2426,82 km²) stanowią lądy, a 17 mil2 (44,03 km²) stanowią wody. Według szacunków United States Census Bureau w roku 2012 miało 57 638 mieszkańców. Jego siedzibą administracyjną jest Whiteville.

### Miasta
- Boardman
- Bolton
- Brunswick
- Cerro Gordo
- Chadbourn
- Fair Bluff
- Lake Waccamaw
- Sandyfield
- Tabor City
- Whiteville

### CDP
- Delco
- Hallsboro
- Riegelwood